# 佐藤和輝
佐藤 和輝（さとう かずてる、1979年5月4日 - ）は、中京テレビ放送のアナウンサー。2020年10月から2023年6月までは報道局勤務。兵庫県神戸市出身。神戸市立葺合高等学校英語科、関西大学総合情報学部卒業。血液型O型。

## 来歴
大学卒業後、2004年4月に長崎文化放送に入社。同期に元同局アナウンサーの前田真里（2008年3月まで在籍）と和田愛美（2009年4月に編成業務局へ異動）がいる。
長崎文化放送では、主に夕方のローカルニュース『スーパーJチャンネルながさき』を担当。2009年4月からは土曜日のローカル情報番組『トコトン・サタデー』の司会も務めていた。高校野球県大会での実況中継や甲子園出場校への同行取材も経験している。
2010年3月末をもって丸6年間在籍した長崎文化放送を退社し、同年4月に中京テレビへ移籍した。
2011年4月、先輩の本多小百合とともに日本テレビ系列局で放送されている朝の情報番組ZIP!の中京ローカル枠のおはZIP!のMCを1年間担当した。
2012年4月から放送されている夕方の情報番組キャッチ!では、番組開始当初は、後輩の村田千弥とともにエンタメ・情報キャスターを担当していたが、その後、ニュース担当キャスターだった先輩・松岡陽子が妊娠を発表。産前産後および育児休暇に伴う降板により、同年12月からニュース担当キャスターに昇格した。
2018年9月28日、番組開始から6年半出演したキャッチ!を卒業した。
2018年10月以降、レギュラー番組はなく、キャッチ!のナレーションやお昼の情報番組ストライク!をはじめとする各種ニュース、前略、大徳さんのリポーターやバスケットボールBリーグの実況を担当。また、アナウンス部内では、アナウンサーのスケジュール管理などのデスク業務が中心となっていた。
2020年9月19日、自身のブログで、アナウンス部から報道局に異動することを発表した。10月3・4日のBリーグ開幕戦の実況がアナウンサー最後の仕事となる。
2023年6月にアナウンス部に復帰した。

## 人物
- 自他ともに認める大食漢である。
- 2006年春の第78回選抜高等学校野球大会で清峰高校に同行取材し、「決勝まで勝ち続ければ丸刈りにする」と約束した。その後、清峰高校が決勝戦まで進んだため、公約通りに丸刈りにしたことがある。
- 柏田ユウリや市野瀬瞳からは「カズさん」[1][2]、『おはZIP!』などで共演している菊池真由子からは「サトカズ」[3]、『おはZIP!』でたびたび佐藤からのインタビューに答えていた吉高由里子からは「おてる」もしくは「おてるさん」と呼ばれている[4]。

## 現在の担当番組
- ZIP!CHUKYO（2024年4月1日 - 9月30日）- 月曜サブキャスター
- スポーツ中継
- ニュース
- キャッチ!（2012年4月2日 - 2020年9月・2023年6月 - ）
  - サブキャスター（2012年4月2日 - 2018年9月28日）
  - ナレーション（2018年10月 - ）不定期
- Bリーグ中継（リーグ制作の公式映像）

## 過去の担当番組

### 長崎文化放送
- スーパーJチャンネルながさき（スポーツコーナー担当 → 2007年4月から木曜・金曜担当キャスター）
- nccニュース（不定期出演）
- トコトン!
- トコトン・サタデー（司会）

### 中京テレビ
- NEWS ZERO 中京テレビローカルパート（キャスター）
- news every. 中京テレビローカルパート（不定期出演）
- アナアナ商会（欠席した尾原秀三の代理出演）
- おはZIP! （メインキャスター）
- 上沼・高田のクギズケ! （中京テレビ収録分での「クギズケ!」ニュース読み）
- あなたと中京テレビ（2019年1月 - 2020年9月）